# 調色
| ウィキペディアには「調色」という見出しの百科事典記事はありません（タイトルに「調色」を含むページの一覧/「調色」で始まるページの一覧）。 代わりにウィクショナリーのページ「調色」が役に立つかもしれません。 |